# Bernar Venet
Bernar Venet (Château-Arnoux-Saint-Auban, 20 aprile 1941) è uno scultore francese.

## Biografia
Nato nella Provenza-Alpi-Costa Azzurra, diviene nel 1950 decoratore presso il teatro dell'opera di Nizza. A breve inizia a realizzare le prime opere personali, come "Tas de Charbon" una distesa informe di carbone, tanto da essere notato dall'artista contemporaneo Marcel Duchamp. Successivamente si trasferisce negli Stati Uniti d'America, salvo poi rientrare dal 1971 al 1976 a Parigi dove insegna alla Sorbona. Dal 1976 al 1979 ritorna a New York dove inizia a produrre le opere che lo renderanno famoso: sviluppa strutture ad arco, enormi tubi angolari e le "linee indeterminate", tutte opere realizzate in Acciaio Corten che, negli anni successivi, verranno ospitate nelle maggiori piazze di tutto il mondo: Nizza, Grenoble, Parigi, Berlino, Tokyo, Strasburgo, Pechino, San Francisco e molte altre. Attualmente vive a New York.

## Opere

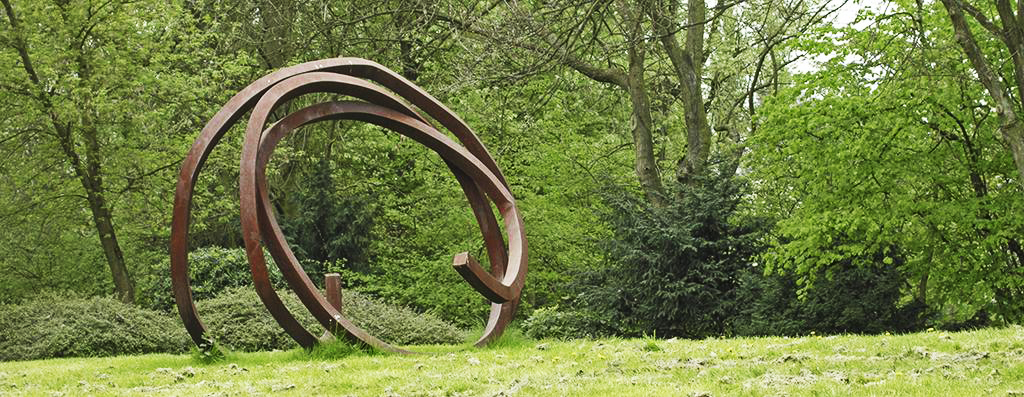
"Linee indeterminate" presso Bottrop, Germania (1987)
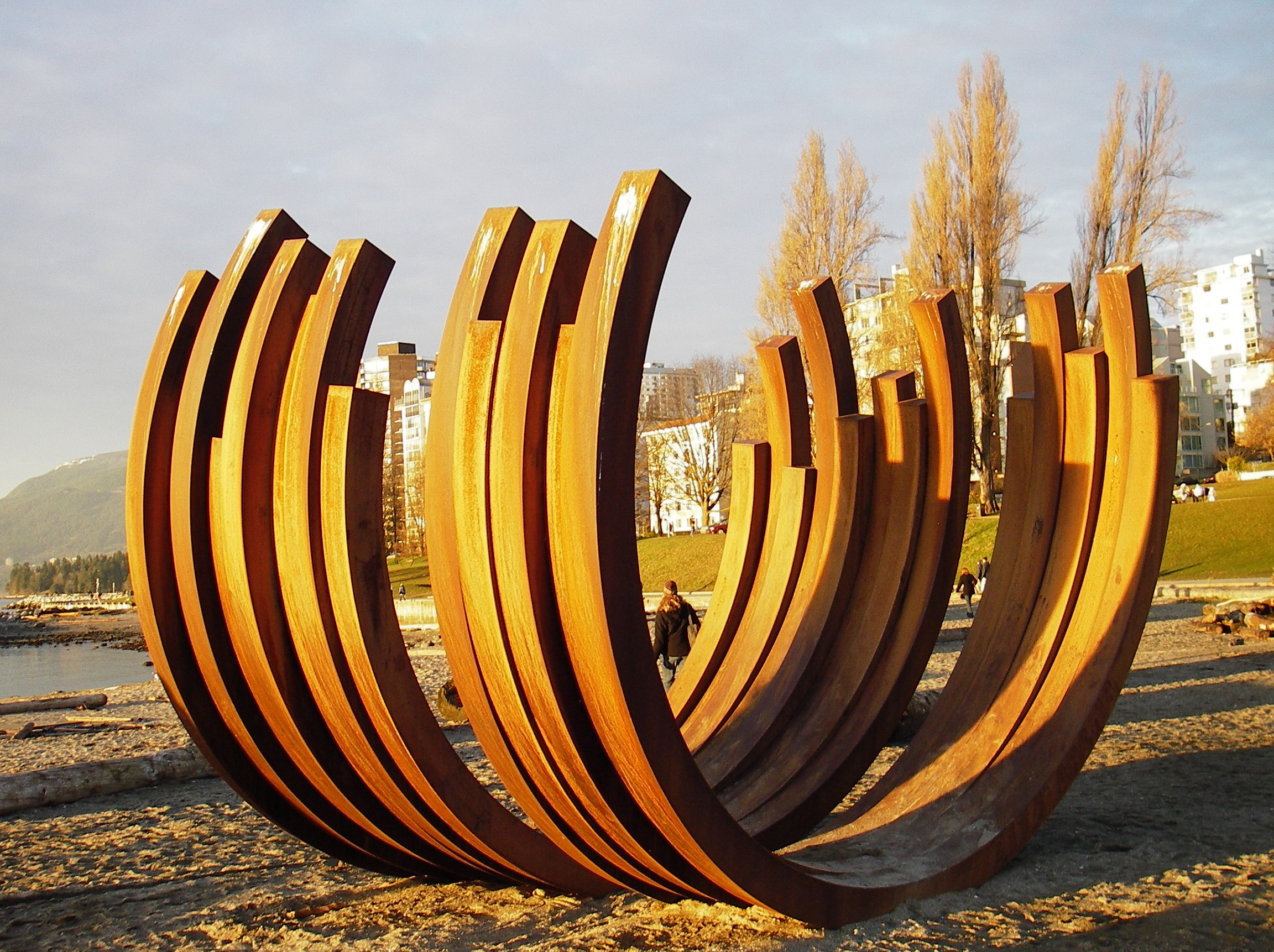
"13 archi da 217.5°" presso Vancouver, Canada
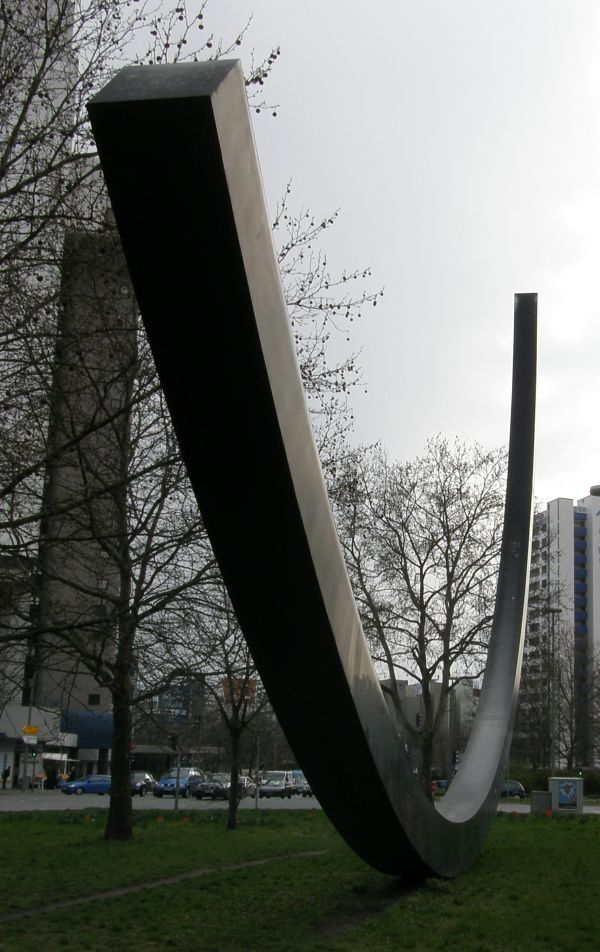
"Arco da 124.5°" a Berlino, Germania